# Marco Pütz

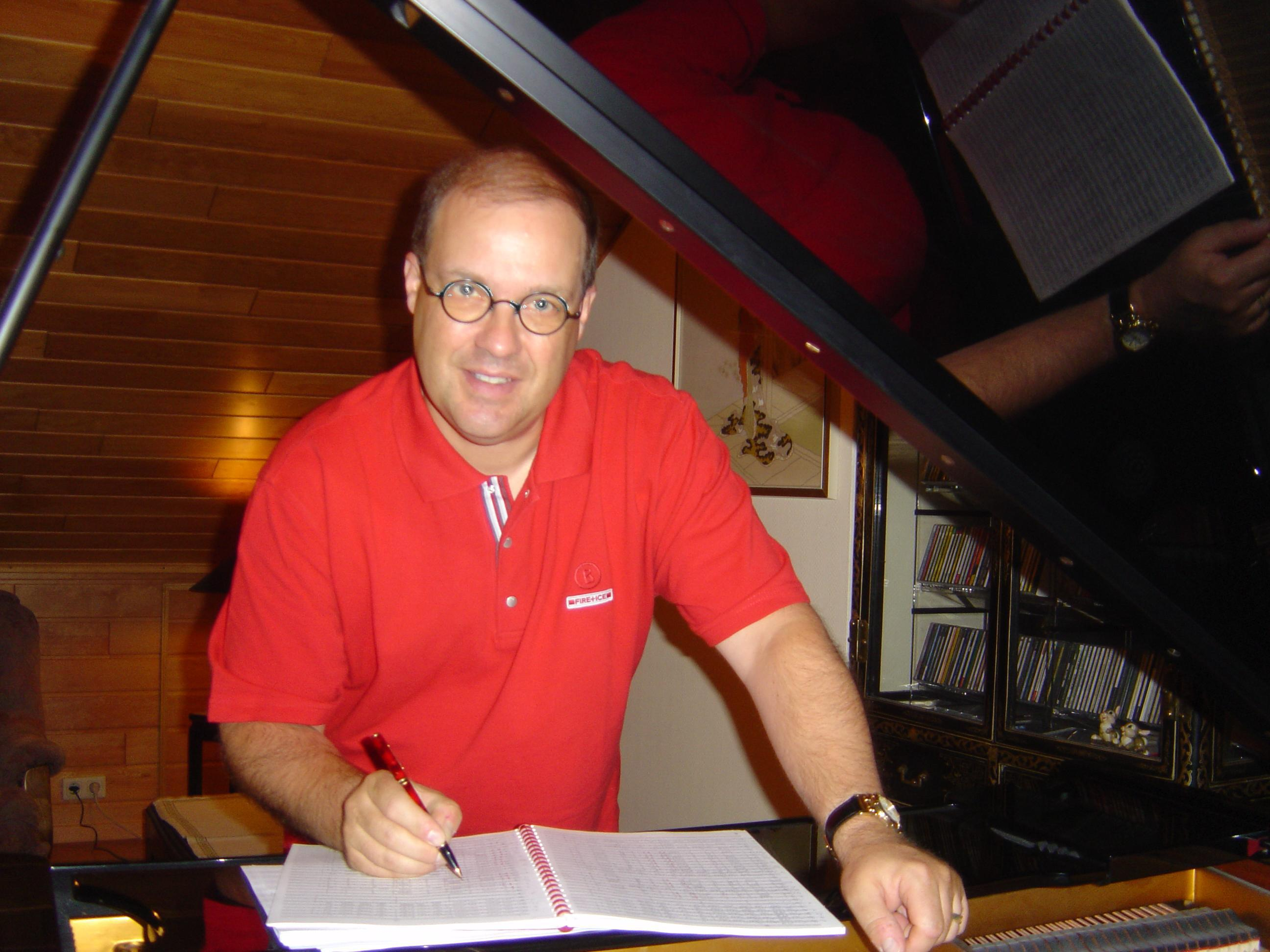
Marco Pütz

Marco Pütz (* 16. März 1958 in Esch an der Alzette) ist ein luxemburgischer Saxophonist und Komponist.

## Karriere
Marco Pütz begann seine musikalischen Studien an den Konservatorien von Esch/Alzette und Luxemburg. Danach setzte er sie an den Königlichen Konservatorien von Brüssel (Saxophon und Kammermusik) und Lüttich (Harmonielehre und Orchesterleitung) fort.
Von 1980 bis 2018 war Marco Pütz Professor für Saxophon, Kammermusik und Orchestration/Instrumentation am Konservatorium Luxemburg. Er ist Gründungsmitglied des „Quatuor de Saxophones du Luxembourg“ (1982–2006) und spielte von 1981 bis 2006 als Saxophonist im Philharmonischen Orchester von Luxemburg.
Pütz schrieb viele Kompositionen für Sinfonieorchester und Blasorchester, Kammermusik, Werke für Schulmusik und für verschiedene Instrumentalbesetzungen. Internationale Anerkennung erfuhr Marco Pütz ab 1995 mit dem Gewinn des ersten Preises beim „International Clarinet Association Composition Contest“ (USA) für sein Quatuor pour Clarinettes. Seine Musik wurde auf namhaften Festivals aufgeführt, unter anderem dem Internationalen Festival Echternach (Luxemburg), Rencontres d'Ensembles de Violoncelles (Frankreich), Les Quatuors à St. Roch (Frankreich), WASBE-Konferenzen, dem BASBWE-Festival in Glasgow, Festival Radenci (Slowenien), WMC-Kerkrade (Niederlande), CBDNA-Konferenz (USA), EuropArt-Festival (Brüssel) usw. Seine Werke sind auf über 75 CDs erschienen (Naxos, GIA-Records, USA), Albany-Records (USA), Doyen Records (GB), Amos (CH), Mirasound (NL) usw.
Seit 2015 werden seine Orchesterwerke durch die Edition Kunzelmann (CH) verlegt (Leihmaterial über Zinfonia).

## Ehrungen und Auszeichnungen
- 2017 Plaquette d'Honneur der UGDA für seine Verdienste um die Bläsermusik in Luxemburg.
- 2017 Buma International Brass Award (Niederlande) als Anerkennung für seine Blasorchester-Kompositionen.
- 2012 Doppel-Finalist beim ITEA-Harvey Phillips Award for Excellence in Composition.
- 1995 Erster Preis beim „International Clarinet Association Composition Contest“ (USA) für Quatuor pour Clarinettes.
- 2024 Diamond Award (highest honor) beim " Erik Satie International Music Competition " für seine 1. Sinfonie (Four Colours).

## Werke

### Blasorchester – Wind Band – Brass Band – Fanfare Band
- The Legend of Aquarius (D'Legend vum Kropemann, 1997, Bronsheim-Verlag)
- Meltdown (1992, Bronsheim)
- Concerto for Flute and Wind Band (1995, Bronsheim)
- Au début ce ne fùt qu'une idée (Blasorchester, Orgel, Blechbläser, 1995, Manuskript)
- Three Sketches for Band (1993, Bronsheim)
- Three Sketches for Wind Band (2002, Wind Music Edition, Bern)
- Luxembourg, Vile fortifiée (1995, Bronsheim)
- Sinfonietta for Band (21', 1998, Bronsheim)
- Konzertstück (19′, Bass-Posaune & Blasorchester, 1999, Bronsheim)
- Concerto for Bb-Clarinet & Wind Ensemble (16', 2004, Bronsheim)
- Trumpet Concerto (17′, 2006, Bronsheim)
- Prae Monitio (18′, Mezzosopran & Sinfon. Blasorchester, 1991, Bronsheim)
- Initiales (15′, für Fanfare-Orchester, 2000, Bronsheim)
- Concertino for Euphonium & Band (10', 2003, Bronsheim)
- Derivations (16′30″, für Fanfare/Blasorchester, 2003, Bronsheim)
- Improvisation & Fugato (14′, für Blasorchester, 2003, Bronsheim)
- Dance Sequence (9′, for Wind Band, 2002, Maecenas Music, GB)
- Sincerely Yours (17′, für Fanfare/Blasorchester, 2002, Bronsheim)
- Rhapsody on a Dutch Folksong (15′, für Blasorchester, 2002, Bronsheim)
- Choralis Tonalis (5′, für Fanfare/Blasorchester, 2005, Bronsheim)
- Die Judenbuche, in 10 Bildern nach A.v. Droste-Hülshoff (12′, 2006, Bronsheim)
- Four Sketches for Band (4′20″, Fanfare/Blasorchester, 2007, De Haske)
- Arrows of Lightning (10′, Wind Band, 2007, De Haske)
- Four Earth Songs (26′, Soprano & Fanfare/Blasorchester, 2008, De Haske)
- Omaggio (17′, Fanfare-Orchester, 2008, De Haske)
- From the Highlands (8′, Blasorchester, 2009, De Haske)
- „...dann wachsen Flügel Deinen Worten...“ (21′, Blasorchester, Solo-Cello und Kinderchor, 2009, De Haske)
- Chapters of Life (17′30″, für Tuba-Solo & Blas-(Sinfonie-)orchester, 2010, De Haske)
- A Little Irish Suite (6′30″, 2011, für Blasorchester, Compact Band Series, De Haske)
- Celebrations, (14′, 2012, für Fanfare-Orchester, Bronsheim Music,2013)
- Tre Pezzi per Banda, (11′, 2012, für Blasorchester, Bronsheim Music,2013)
- Solitary Prayer, (5′30″, für Solo-Euphonium und Brass/Fanfare/Wind Band, Bronsheim Music, 2013)
- Time for Outrage, (16′, für Blasorchester, Bronsheim Music, 2015)
- Concerto for Organ, Winds & Percussion, (27′, 2015, Edition Kunzelmann, CH)
- Jubilee Vibrations, Concertino for Vibraphone & Band, (11′, für Blas-/Fanfare-Orchester, Bronsheim Music, 2015)
- Festive Fanfare, (4′40″, für Blasorchester, Bronsheim Music, 2015)
- Der Linksmähder, (8′, für Blasorchester, Wind Music Edition, CH, 2016)
- In other Words, (15′, für Fanfareorchester, Bronsheim Music, 2016)
- Dialogues, (14′, für Fanfareorchester, Bronsheim Music, 2017)
- Trigger, (4′10″, für Blasorchester, Bronsheim Music, 2017)
- Schattengänge, (9′30″, für Blasorchester, Bronsheim Music, 2018)
- Glück Auf - Fanfare (2′40″, für Blasorchester, 2018, nicht verlegt)
- Two Impressions from Mondorf-les-Bains (2018, 12′, für Blasorchester, Bronsheim Music, 2019)
- Die Mahnung der Toten (2019, 13′, für Sopran und Blasorchester, Bronsheim Music, 2020)
- Temptations (2020, 14′, für Fanfare-Orchester, Bronsheim Music, 2020)
- Three at a Time (2020, 11′, für Fanfare/Blasorchester, BronsheimMusic, 2020)
- Concerto for Wind Orchestra (2020, 22′30″, für Blasorchester, Bronsheim Music, 2020)
- Frames of Mind (2021, 11′20″, für Fanfareorchester, Bronsheim Music, 2021)
- Of fear and quiet hope (2021, 12′45″, für Blasorchester, Bronsheim Music, 03/22)
- Evolutions for Winds (2022, 10′10″, für Blasorchester, Bronsheim Music, 2023)
- Of Deprivation and Confidence (2022, 14′10″, für Blasorchester, Bronsheim Music, 2023)
- Brainwashing (2023, 19′, für Saxophon-Quartett und Blasorchester, Bronsheim Music 2024)
- Wings (2023, 6′15″, für Solo-Flügelhorn und Brass Band/Fanfare, Bronsheim Music)
- A Steamy Ride (2024, 15', für Blasorchester)

### Kammermusik
- Memento (Streichquartett, 2004, Edition Tonger, Karlsruhe)
- Quatuor pour Clarinettes (1987, Edition Tonger, Karlsruhe)
- Astrum (1989, für 9 Blechbläser, Manuskript)
- Quatuor pour Saxophones (1987, Manuskript)
- Septentrion (für 7 Saxophone, 1990, Edition Tonger, Karlsruhe)
- Four for Two (für 2 gleiche Saxophone, 1994, Bronsheim)
- Tango for Johny (1994, für Violine, Flöte, Klarinette, Saxophon, Cello, Manuskript)
- Trilogy for Five (Blechbläserquintett, 1995, Bronsheim)
- Five characteristic pieces (Holzbläserquintett, 1995, Bronsheim)
- Brass trio (Trompete/Horn/Posaune, 1997, Bronsheim)
- Vier Bagatellen (Blechbläserquintett, 1998, Bronsheim)
- Meeting (Sax-Quartett SATB + 1 Schlagzeuger, 2000, Bronsheim)
- Five Miniatures (Clarinet Trio, Eb-Bb-Bass, 2001, Bronsheim)
- ...Till's Last Joke... (Horn/Posaunen-Quartett, 2005/2009, De Haske)
- Five Open-ended Pieces (für Tuba/Euphonium Ensemble, 2009, De Haske)
- Tool Up (2011, für Orgel und 2 Schlagzeuger, De Haske)
- Salome's Dance (2012, für Violine und Alt-Saxophon, M. Combre, Paris)
- A Vianden (2017, für Sopran, Bass-Bariton & Klavier), Eigenverlag
- Woodwind Quintet N°2 (2018, für das pentaTon-Quintett, CH, 10', Edition Kunzelmann/Zinfonia.com)
- Momenti Fugaci (2024, für Flöte und Vibraphon, 6', Edition Kunzelmann)
- Drei Bagatellen für Violine, Viola & Harfe (Pri-An-Elli Trio, 2025, 10', Edition Kunzelmann)

### Solo – Instrument & Klavier (+ = pädagogisches Stück)
- Recitativo & Allegro + (Euphonium & Klavier, 2002, Bronsheim)
- Three Days in a Week + (Sax. Bb/Eb + Klavier, 2004, M.Combre, Paris)
- Tanz-Suite (Fagott & Klavier, 2005, Edition Tonger, Karlsruhe)
- Trois Pieces (Bb-Klarinette & Klavier, 1991, Bronsheim)
- Trois pieces charactéristiques + (Klar./Sax. + Klavier, 1999, Bronsheim)
- Song & Dance + (Bb-Klarinette & Klavier, 2006, M.Combre, Paris)
- March, Waltz & Ragtime + (Trompete & Klavier, M.Combre, Paris)
- Waltz & Ragtime + (Version: Sax. Eb/Bb & Klavier, M.Combre, Paris)
- Cadence et Scherzo (Flöte & Klavier, De Haske, NL)
- Poids Lourds + (Euphonium & Klavier, M.Combre, Paris)
- Two Pictures + (Oboe/Eb-Sax & Klavier, 2010, De Haske)
- Two Bagatelles + (Alt/Sopran-Saxophon & Klavier, 2011, De Haske)
- Diversions + (Trompete & Klavier, 2013, Editions Sempre Più, Paris)
- Lover's Grief & Happy End + (Geige & Klavier, 2014, Editions Sempre Più, Paris)
- The Cable Girl (Alt/Sopran Saxophon & Klavier, 2023, Editions Sempre Più, Paris)

### Klavier/Orgel
- Eng Waltz fir d'Steffi (1988, piano-solo, Edition LGNM, Luxemburg)
- Impressions (1994, 4 Stücke für Solo-Klavier, Bronsheim)
- Meditation & Toccata (für Solo-Orgel, 2017, 1 – Meditation, 2 – Toccata in C, 2017, 6', Edition Kunzelmann/Peters)

### Bühnenmusik
- Dem Alto seng grouss Rees (1995, ein Musical in Luxemburger Sprache, ca. 55', Manuskript)
- Golden Memories (2022, ein musikalisches Bühnen-Spektakel mit Musik aus den 20er Jahren des 20. Jahrhunderts, für Saxophon, Klavier, Schlagzeug und Pantomime, ca. 54', Manuskript)

### Sinfonie-Orchester
- Happy Birthday, Mr./Mrs........ (2000, für Sinfonieorchester, Manuskript)
- Elegia (in memoriam Charel Weiler, 2009/2021, für Orchester, 5′30″, Edition Kunzelmann (CH)/Zinfonia)
- Chapters of Life (2011, Tuba-Concerto, für Solo-Tuba und Orchester, 17′, Edition Kunzelmann (CH)/Zinfonia)
- Conversations (2012, Trompete, Klavier & Streichorchester, 17′30″, Edition Kunzelmann (CH)/Zinfonia)
- Moods (2013, für Sinfonie-Orchester, 12′30″, Edition Kunzelmann (CH)/Zinfonia)
- Strömungen (2014, für Sinfonie-Orchester, ca. 16′35″, Edition Kunzelmann (CH)/Zinfonia)
- Euphonia's Voice (2019, für Solo-Euphonium und Sinfonie-Orchester, 17′40″, Edition Kunzelmann (CH)/Zinfonia)
- Concerto for Organ & Orchestra (2015/2024, ca. 27′, Edition Kunzelmann (CH)/Zinfonia)
- Sinfonie N°1 "Four Colours Symphony" (2022, ca. 39′, Edition Kunzelmann (CH)/Zinfonia.com)
- Imaginary Letters (2023, 22′, für Solo-Sopranosax., Streicherorchester, Pk. und 2 Schlagz., Edition Kunzelmann (CH)/Zinfonia)
- Sinfonie N°2, "WORTE", für Mezzosopran & Orchester (nach Gedichten von Ingeborg Bachmann, Nelly Sachs & Anna Achmatowa), 2024, ca. 42', Edition Kunzelmann (CH)